# Michał Gadomski
Michał Gadomski (ur. 12 marca 1976) – polski aktor filmowy, reżyser.

## Życiorys
Jest absolwentem Akademii Teatralnej im. Aleksandra Zelwerowicza w Warszawie (1999).

## Filmografia
- 1998: Poniedziałek jako syn Romka
- 1999: Operacja Samum  jako Walton, agent CIA w Iraku
- 2000: Twarze i maski jako  aktor „nie umiejący skoczyć”
- 2001: Reich jako człowiek „Wieśka”
- 2004: Glina jako podrywacz (odc. 9)
- 2005: Motór jako mężczyzna zabity przez Sarnecką
- 2005: Kryminalni jako Piotr, nabywca samochodu (odc. 39)
- 2006–2007: Pogoda na piątek jako Radek, pracownik ochrony centrum handlowego
- 2006: Kto nigdy nie żył... jako policjant
- 2006: Kryminalni jako Rafał Marciniak (odc. 55, 56)
- 2006: Fala zbrodni jako Milkoś (odc. 53)
- 2006–2007: Pogoda na piątek jako Radek, pracownik ochrony centrum handlowego
- 2008–2009, 2020–2022: BrzydUla jako Władek Kołacz, ochroniarz w „Febo & Dobrzański Fashion”
- 2009: Dom zły jako Jasiu Blacharz
- 2010: Ojciec Mateusz jako masażysta w spa (odc. 31)
- 2010: Klub szalonych dziewic jako terapeuta Adam (odc. 12, 13)
- 2011: Wiadomości z drugiej ręki
- 2012: Komisarz Alex jako Dariusz Morawski, mąż Anny (odc. 7)
- 2012: Antyterapia
- 2013: Ojciec Mateusz jako pielęgniarz Adam (odc. 125)
- 2013: Na dobre i na złe jako Karol (odc. 535)
- 2013: Na Wspólnej jako Bartek Krzeptowski (odc. 1770)
- 2013: Dzieciaki jako Piotr Major
- 2013: Drogówka jako Wojnar
- 2014: Pod Mocnym Aniołem jako mąż Mani
- 2014: Karuzela jako „Twardy”
- 2016: Wołyń jako Jurny Jurczak
- 2017: Belfer 2 jako Roman (odc. 5–7)
- 2017: Ksiądz jako Zygmunt
- 2018: Korona królów jako rozbójnik Krystyn z Samborca (odc. 19, 20)
- 2018: Leśniczówka jako posterunkowy Adam Wiśnia (odc. 56, 58, 60)
- 2018: Diagnoza jako właściciel baru (odc. 24)
- 2018: Kler jako ojczym Ryśka
- 2018–2020: Ślad jako komisarz Jędrzej Lisowski, policjant w Centralnym Wydziale Śledczym
- 2019: Ultraviolet jako Jacek Mucha
- 2019: Proceder jako ojciec Chady
- 2019–2021: Leśniczówka jako policjant Łukasz Wigrowski
- 2022: Negatyw jako Karol Weber

## Reżyseria

### Reżyser
- 2010–2011: Prosto w serce
- 2012–2016: Ukryta prawda
- 2016–2017: M jak miłość

### Reżyser II
- 2005–2006: Na Wspólnej
- 2008–2009: BrzydUla
- 2010–2012: Szpilki na Giewoncie
- 2011: Wiadomości z drugiej ręki
- 2015: Powiedz TAK! (odc. 1)
- 2018: Jak pokonać kaca